# Codonanthe crassifolia
Codonanthe crassifolia là một loài thực vật có hoa trong họ Tai voi. Loài này được (H.Focke) C.V.Morton mô tả khoa học đầu tiên năm 1938.